# 米爾伍德 (密蘇里州)
米爾伍德（英語：Millwood）是位於美國密蘇里州林肯縣的非建制地區。

## 歷史
米爾伍德的郵局於1842年設立，其後於1903年停運。

## 地理
米爾伍德所處的海拔為高於海平面195米（即640英呎），而該地所採用的時區為UTC-6，即北美中部時區（CST）。同時該地設有夏令時間，為UTC-6調快一小時，即UTC-5（CDT）。